# Campeonato Mundial de Patinaje de Velocidad sobre Hielo de 1989
El LXXXIII Campeonato Mundial de Patinaje de Velocidad sobre Hielo se celebró en dos sedes: las competiciones masculinas en Oslo (Noruega) del 11 al 12 de febrero y las femeninas en Lake Placid (Estados Unidos) del 4 al 5 de febrero de 1989 bajo la organización de la Unión Internacional de Patinaje sobre Hielo (ISU), la Federación Noruega de Patinaje sobre Hielo y la Federación Estadounidense de Patinaje sobre Hielo.

## Resultados

### Masculino
| Evento                | Oro                                      | Plata                                        | Bronce                                   |
| --------------------- | ---------------------------------------- | -------------------------------------------- | ---------------------------------------- |
| 500 m                 | Nikolai Guliayev URSS 38,12 s            | Eric Flaim Estados Unidos 38,36 s            | Robert Dubreuil · Canadá · 38,38 s       |
| 1500 m                | Leo Visser · Países Bajos · 2:00,06      | Johann Olav Koss · Noruega · 2:00,48         | Ildar Garayev URSS 2:01,18               |
| 5000 m                | Leo Visser · Países Bajos · 7:03,52      | Bart Veldkamp · Países Bajos · 7:09,25       | Geir Karlstad · Noruega · 7:09,26        |
| 10000 m               | Geir Karlstad · Noruega · 14:33,72       | Leo Visser · Países Bajos · 14:36,93         | Gerard Kemkers · Países Bajos · 14:37,69 |
| Clasificación general | Leo Visser · Países Bajos · 165,698 pts. | Gerard Kemkers · Países Bajos · 167,101 pts. | Geir Karlstad · Noruega · 167,622 pts.   |

### Femenino
| Evento                | Oro                              | Plata                             | Bronce                                          |
| --------------------- | -------------------------------- | --------------------------------- | ----------------------------------------------- |
| 500 m                 | Seiko Hashimoto Japón 42,59 s    | Ariane Loignon · Canadá · 43,31 s | Constanze Moser RDA 43,33 s                     |
| 1500 m                | Yelena Lapuga URSS 2:10,23       | Constanze Moser RDA 2:            | Gunda Kleemann RDA 2:11,16                      |
| 3000 m                | Constanze Moser RDA 4:39,56      | Heike Schalling RDA 4:40,36       | Jacqueline Börner RDA 4:41,00                   |
| 5000 m                | Gunda Kleemann RDA 7:58,23       | Constanze Moser RDA 7:58,30       | Yvonne van Gennip · Países Bajos · 7:59,92      |
| Clasificación general | Constanze Moser RDA 181,389 pts. | Gunda Kleemann RDA 182,686 pts.   | Yvonne van Gennip · Países Bajos · 183,034 pts. |

## Medallero
- Solo se otorgan medallas en la clasificación general.

| Núm. | País         | Oro | Plata | Bronce | Total |
| ---- | ------------ | --- | ----- | ------ | ----- |
| 1    | Países Bajos | 1   | 1     | 1      | 3     |
| 2    | RDA          | 1   | 1     | 0      | 2     |
| 3    | Noruega      | 0   | 0     | 1      | 1     |
|      | TOTAL        | 2   | 2     | 2      | 6     |